# Paraklétosz
Paraklétosz: a görög paraklétosz szót János evangéliuma a Szentlélek egyik beszélő tulajdonneveként használja, ezért érdemes részletesebben is elemezni jelentéseit, mivel a harmadik isteni személy tevékenységét jól szemlélteti. A para szóelem jelentése: mellett, mellé, a klétosz jelentése hívott, a kaleó: hívni szóból származik; így a paraklétosz pontos jelentése: „melléhívott”. Ennek a kifejezésnek a görög köznyelvben elsősorban jogi jellege volt. A bíróság elé állított vádlott ugyanis görögül enklétosz, azaz „behívott”, „beidézett”, paraklétosznak pedig a vádlott mellé hívott védőügyvédet nevezték. János tehát ennek a szónak a használatával arra is utal, hogy a hívők, Jézus tanítványai ebben a világban a vádlott pozíciójába kerülhetnek (említi is az üldöztetéseket), ám ebben a helyzetben a Szent Szellem ügyvédként áll mellettük, és védi őket a váddal szemben. Tehát Isten megigazító munkájára és a bűnbocsánatnak a közvetítésére utal a kifejezés. Érdekes megjegyezni, hogy a hívőket az Újszövetség gyakran nevezi ekklétosznak, amely pedig „kihívott”-at jelent, vagyis az enklétosz, a „behívott”, vádlott ellentétét, a vádlás alól felszabadított, felmentett embert. Az egyház pedig görögül ekklészia, a „kihívottak közössége”, vagyis a „vád alól felmentettek közössége”; maga e felmentés pedig a paraklétosznak, a „melléhívott”-nak köszönhető.
Ezenkívül így nevezték azokat a különleges háziszolgákat is, akiket az időszámításunk előtt 5. század tájékán gazdag athéni polgárok otthonaiban alkalmaztak. Ennek a szolgának az volt a dolga, hogy mindig a fiúval, a család örökösével legyen gyermekkorától kezdve egészen addig, amíg el nem éri a felnőttkort. Ő volt a felelős azért, hogy a fiút épségben adja át atyja kezébe felnőtté válása napján. Ez a különleges megbízatást teljesítő szolga soha nem maradt el a fiútól. Az ő szobájában aludt, vele evett, elkísérte a gümnaszionba [tornacsarnok], az iskolába, a barátaival való találkozóra – egyszóval mindenhová. Munkája olyan fontos volt, hogy különleges tiszteletet és megbecsülést élvezett a családban, magasan a többi szolga fölött. Gyakran megtörtént, hogy a szolga és a fiú között olyan szoros kapcsolat alakult ki, hogy azután is nagy megbecsüléssel vették körül, és ott marasztalták a családban, amikor a fiú már átvette örökségét, és a szolga megbízatása lejárt.
A paraklétosz szó többi jelentései: maga mellé hívott, segítségül hívott, meghívott személy, aki a másik (az őt hívó) mellett áll, aki megsajnál, megszán valakit; közbenjáró, védőügyvéd, segítő, pártfogó, szószóló, gyám, közvetítő, tanácsadó, vezető; aki bátorít, buzdít, vigasztal; aki kedvesen beszél, jó szót szól valakihez; aki sarkall, késztet, sürget valamire; aki kér, könyörög, esedezik valamiért, lelkére beszél valakinek; aki megkövetel, kíván valamit; aki int, megfedd, korrigál, felszólít.

A paraklétosz görög szó (παράκλητος), mely segítőt, vigasztalót, tanácsadót és pártolót egyaránt jelenthet. Az Újszövetségben említett Paraklétosznak tulajdonított funkciók teljes körét egyik bibliafordítás sem fogja át. 
A János evangéliumában említett alak, aki Jézus eltávozása után érkezik, hogy a tanítványokkal legyen.
János evangéliumában egy helyen a Paraklétosz maga a Szentlélek, és könnyen belátható, miért fogadta el a keresztény hagyomány ezt a megfeleltetést.
János első levele 2,1-ben a bűnösök szószólójaként maga Jézus a Paraklétosz. A keresztény teológusok szerint a megszemélyesítő beszédmód semmiképpen nem szolgáltathat alkalmat arra, hogy a Paraklétoszt modern értelemben önálló szubjektumként, illetve személyként értsük. 
Az iszlám a János evangéliumában megígért Paraklétoszban (arab: faraklít) magát Mohamed prófétát látja. 